# کماندو (فیلم ۲۰۲۲)
کماندو (به انگلیسی: The Commando) یک فیلم اکشن، جنایی و دلهره‌آور آمریکایی به کارگردانی آصف اکبر با بازی میکی رورک و مایکل جای وایت که در ژانویه ۲۰۲۲ توسط کمپانی صبان فیلمز منتشر شد.

## داستان
یک مامور زبده مواد مخدر بعد از یک ماموریت سخت به خانه باز می‌ گردد و باید از خانواده‌ اش در برابر خلافکاری که تازه از زندان آزاد شده و افرادش که دنبال میلیون‌ ها پول در خانه این مامور هستند،محافظت کند.

## بازیگران اصلی
- میکی رورک در نقش جانی[۲]
- مایکل جای وایت در نقش جیمز بیکر
- جفری‌دیوید فاهی
- برندان فهر
- دونالد کرون

## تولید

### انتخاب بازیگران
در سپتامبر سال ۲۰۲۰ اعلام شد که رورک در این فیلم انتخاب شده‌است. در اکتبر سال ۲۰۲۰، وایت به جمع بازیگران فیلم پیوست.

### فیلمبرداری
فیلمبرداری اصلی در اکتبر و نوامبر سال ۲۰۲۰ در نیومکزیکو رخ داده‌است.